# 향도
향도(香徒)는 고려 시대 향촌의 대표적 신앙 조직이자 농민 공동체 조직이다. 고려 시대 매향(埋香) 활동을 하는 불교의 무리들로부터 그 기원을 둔다. 
지역적으로는 전국적으로 분포하면서 불상ㆍ종ㆍ석탑ㆍ사찰의 조성 또는 법회ㆍ보시ㆍ매향(埋香) 등 대규모의 노동력과 경제력을 제공하는 등 불교 신앙 활동이 주류를 이루었다.
향도는 불상, 석탑, 절(사찰)을 지을 때 마을에 많은 노동력이 들기 때문에 이를 지원하는 신앙 조직의 역할을 담당했다. 하지만 고려 후기에 이르러서는 향도가 가지고 있는 불교적 신앙 색채가 약화되었다. 그때부터는 마을 노역, 혼례와 상장례, 마을의 수호신 제사 등을 주관하는 공동체 조직으로 변모하여 상호 부조적인 역할을 수행하였다.
1. ↑  한국민족문화대백과사전